# Longeville-sur-Mer
Longeville-sur-Mer és un municipi francès situat al departament de Vendée i a la regió de País del Loira. L'any 2007 tenia 2.300 habitants.

## Demografia

### Població
El 2007 la població de fet de Longeville-sur-Mer era de 2.300 persones. Hi havia 1.049 famílies de les quals 337 eren unipersonals (134 homes vivint sols i 203 dones vivint soles), 486 parelles sense fills, 203 parelles amb fills i 23 famílies monoparentals amb fills.
La població ha evolucionat segons el següent gràfic:
Habitants censats

### Habitatges
El 2007 hi havia 3.796 habitatges, 1.074 eren l'habitatge principal de la família, 2.654 eren segones residències i 67 estaven desocupats. 3.504 eren cases i 168 eren apartaments. Dels 1.074 habitatges principals, 833 estaven ocupats pels seus propietaris, 214 estaven llogats i ocupats pels llogaters i 28 estaven cedits a títol gratuït; 17 tenien una cambra, 32 en tenien dues, 264 en tenien tres, 358 en tenien quatre i 403 en tenien cinc o més. 927 habitatges disposaven pel capbaix d'una plaça de pàrquing. A 590 habitatges hi havia un automòbil i a 372 n'hi havia dos o més.

### Piràmide de població
La piràmide de població per edats i sexe el 2009 era:
| Homes | Edats   | Dones |
| ----- | ------- | ----- |
| 0     | 95 o +  | 4     |
| 8     | 90 a 94 | 16    |
| 20    | 85 a 89 | 40    |
| 20    | 80 a 84 | 40    |
| 68    | 75 a 79 | 72    |
| 108   | 70 a 74 | 132   |
| 72    | 65 a 69 | 84    |
| 56    | 60 a 64 | 84    |
| 56    | 55 a 59 | 80    |
| 76    | 50 a 54 | 56    |
| 52    | 45 a 49 | 44    |
| 40    | 40 a 44 | 56    |
| 52    | 35 a 39 | 44    |
| 48    | 30 a 34 | 44    |
| 68    | 25 a 29 | 64    |
| 36    | 20 a 24 | 36    |
| 60    | 15 a 19 | 28    |
| 76    | 10 a 14 | 32    |
| 24    | 5 a 9   | 20    |
| 40    | 0 a 4   | 16    |

## Economia
El 2007 la població en edat de treballar era de 1.227 persones, 739 eren actives i 488 eren inactives. De les 739 persones actives 642 estaven ocupades (342 homes i 300 dones) i 97 estaven aturades (34 homes i 63 dones). De les 488 persones inactives 309 estaven jubilades, 61 estaven estudiant i 118 estaven classificades com a «altres inactius».

### Ingressos
El 2009 a Longeville-sur-Mer hi havia 1.185 unitats fiscals que integraven 2.413 persones, la mediana anual d'ingressos fiscals per persona era de 17.659 €.

### Activitats econòmiques
Dels 177 establiments que hi havia el 2007, 1 era d'una empresa extractiva, 5 d'empreses alimentàries, 5 d'empreses de fabricació d'altres productes industrials, 33 d'empreses de construcció, 36 d'empreses de comerç i reparació d'automòbils, 5 d'empreses de transport, 29 d'empreses d'hostatgeria i restauració, 2 d'empreses d'informació i comunicació, 4 d'empreses financeres, 12 d'empreses immobiliàries, 20 d'empreses de serveis, 15 d'entitats de l'administració pública i 10 d'empreses classificades com a «altres activitats de serveis».
Dels 59 establiments de servei als particulars que hi havia el 2009, 1 era una oficina de correu, 2 oficines bancàries, 1 funerària, 4 tallers de reparació d'automòbils i de material agrícola, 1 taller d'inspecció tècnica de vehicles, 9 paletes, 8 guixaires pintors, 1 fusteria, 5 lampisteries, 3 electricistes, 4 empreses de construcció, 5 perruqueries, 10 restaurants, 4 agències immobiliàries i 1 saló de bellesa.
Dels 17 establiments comercials que hi havia el 2009, 1 era un supermercat, 1 una botiga de més de 120 m², 3 botiges de menys de 120 m², 3 fleques, 2 carnisseries, 1 una peixateria, 2 llibreries, 1 una botiga de mobles, 1 una botiga de material esportiu, 1 un drogueria i 1 una floristeria.
L'any 2000 a Longeville-sur-Mer hi havia 42 explotacions agrícoles que ocupaven un total de 3.010 hectàrees.

## Equipaments sanitaris i escolars
El 2009 hi havia 1 psiquiàtric, 1 farmàcia i 1 ambulància.
El 2009 hi havia 2 escoles elementals.

## Poblacions més properes
El següent diagrama mostra les poblacions més properes.